# Mi pasión por David
Mi pasión por David es una película colombiana estrenada el 8 de octubre de 2020 y dirigida por Hugo Iván Zuluaga. Protagonizada por Juana Arboleda Osorio, Silvia Marsó y Alejandro Rodríguez Ruiz, el filme fue rodado en 2012 en locaciones de los departamentos de Huila y Tolima y vio su estreno en 2020 en los autocines colombianos.

## Sinopsis
En el marco de una Colombia en pleno conflicto armado, una joven apodada Tite se enamora de David, un cura guerrillero católico. Fruto de ese amor Tite queda embarazada, pero pronto pierde a su amado a manos de la violencia. Inmersa en la degradación de la guerra, Tite debe hacer todo lo posible para sacar adelante a su recién formada familia. Veinte años después, el destino le ofrece una nueva oportunidad, pero deberá hacer un drástico cambio para no desaprovecharla.

## Reparto
- Juana Arboleda Osorio es Tite
- Alejandro Rodríguez Ruiz es David
- Silvia Marsó es Paca
- José Daniel Cristancho es Lucas
- Felipe Botero es el Monseñor Argaez
- Wendy Rojas Cárdenas es Leidy
- Constanza Gutiérrez es Virgelina
- Mauricio Navas es Silvestre
- Edwin Maya Gutiérrez es Martín